# Harvey Malaihollo
Harvey Benjamin Malaiholo conocido artísticamente como Harvey Malaiholo (Nacido en Yakarta, el 3 de mayo de 1962) es un cantante indonesio.
Harvey es hijo de un marinero y su madre era una cantante de berkumpulan Hermanas Titaley. De pequeño, escuchaba cantar su madre cuando ella interpretaba solo música jazz. Su padre, Daniel Benjamin Malaiholo también escuchaba y coleccionaba temas musicales en casete y discos LP (disco de gramófono), de famosos cantantes, como Frank Sinatra y Michael Jackson.
La voz de Harvey tomó forma en una de sus canciones que el interpretaba y se dice que también que él tiene un poco en común con el difunto Marantika Broery, pero finalmente le llegó el éxito para darse a conocer con su propia imagen, lo que lo hizo también más atractivo físicamente fueron su barba y bigote espeso. De hecho, es considerado por sus bigotes de traer buena suerte en el kerana lo cual se ha convertido en su marca artística.

## Discografía

### Álbumes
- Vol 1 - 1977
- Sudah Kubilang
- Coklat Susu
- Senja Dibatas Kota
- Taragak - 1986 - Pop Minang
- Aku Begini Kau Begitu - 1989
- Mau Tak Mau - 1989
- Kugapai Hari Esok
- Pengertian - 1993
- Hidup Yang Sepi
- Tetaplah Bersamaku - 1996
- Begitulah Cinta

### Duetos
- Bagian1 - 1985 - bersama Ireng Maulana
- Volume 2 - bersama Ireng Maulana
- Merah Biru Bossanova - bersama Ireng Maulana
- Volume 1 - 1977 - bersama Rafika Duri
- Volume 3 - 1978 - bersama Rafika Duri
- Rafika & Harvey - bersama Rafika Duri
- Titian Karir - 1983 - bersama Rafika Duri
- Cinta Dan Kedamaian bersama Tina
- Gempita dalam Nada - bersama Elfa Secioria
- Old And New - bersama Bram Titaley

### Compilaciones
- Reflections Of Harvey Malaiholo - Greatest Hits 1987 - 2007

## Premios y reconocimientos
- Menyanyikan lagu "Gadis Kecil" karya Noca Catherine S. dalam Lomba Cipta Lagu Remaja 1982/1983.
- Menyanyikan lagu "Tabir Tercinta" karya Dwiki Dharmawan, Ferina dalam Album Festival Lagu Populer Indonesia 1984.
- Menyanyikan lagu "Kusadari" karya Elfa Secioria & Wieke Gur dalam Album Festival Lagu Populer Indonesia 1987.
- Menyanyikan lagu "Begitulah Cinta" karya Oddie Agam bersama Vina Panduwinata dan lagu "Ternyata" karya Tamam Hoesein, Wieke Gur dalam Album Festival Lagu Populer Indonesia 1988.
- Album Kemesraan - 1988. Lagu "Pesta" karya Hentriesa & Wieke Gur dan lagu "Sesaat Kau Hadir" karya Budi Bahtiar & Adi Murdianto.
- Menyanyikan lagu "Mencari" karya Tamam Hoesein, Wieke Gur dalam Album Festival Lagu Populer Indonesia 1989.
- Menyanyikan lagu "Haruskah" karya Pri Sulisto, Wieke Gur dalam Album Festival Lagu Populer Indonesia 1991.
- Menyanyikan lagu "Hanya Kamu Cuma Kamu" karya Sharp, Tommy, Marie duet bersama Vonny Sumlang dalam album Hening.

## Filmografía
- Pelajaran Cinta (1979)